# 多丽丝·阿贝勒

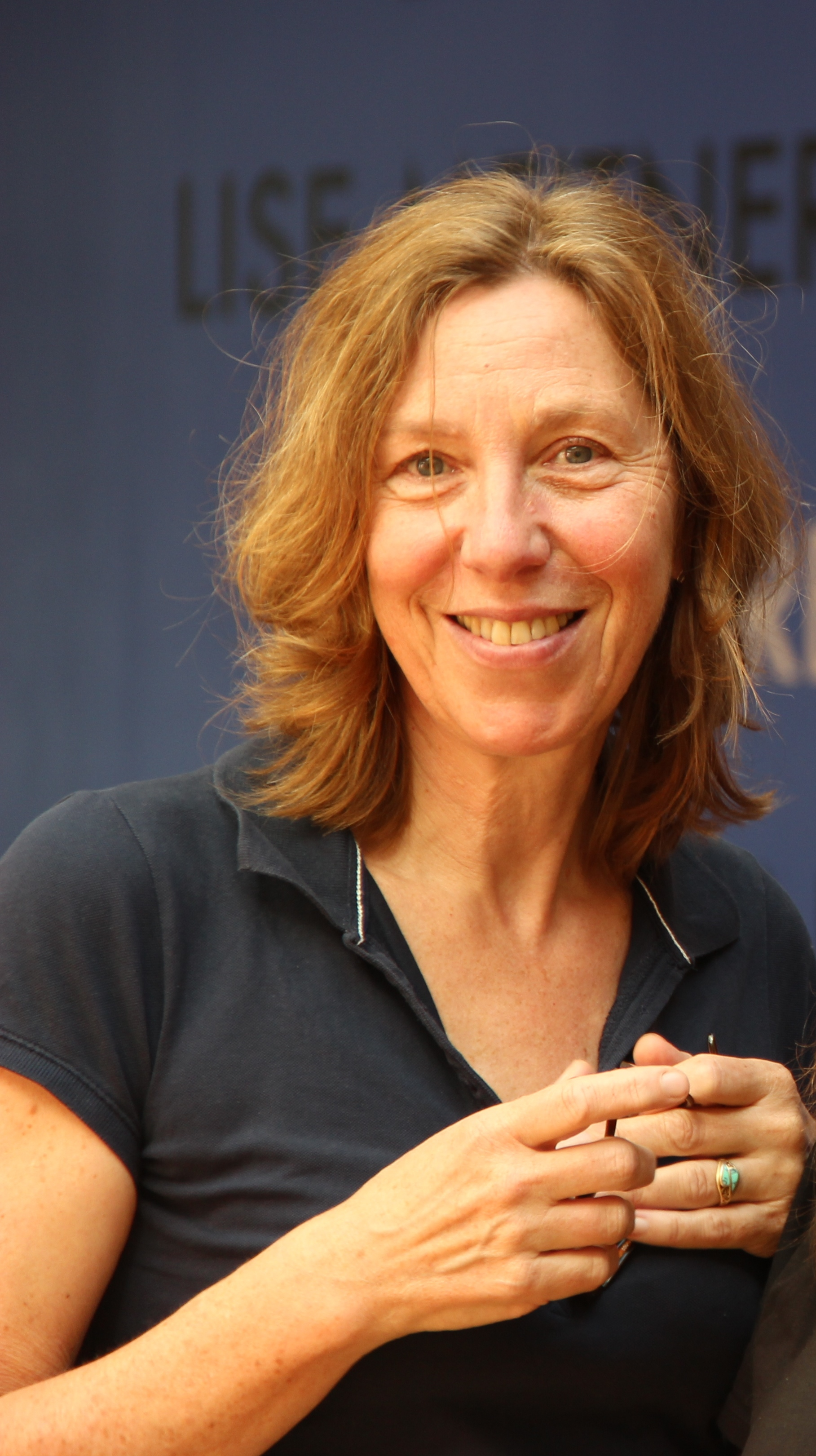
多丽丝·阿贝勒

多丽丝·阿贝勒，德國生物學家，专攻南极海洋生物的研究，在阿尔弗雷德·魏格纳研究所（AWI）领导研究团队对海洋无脊椎动物的胁迫生理及老化开展研究，并参与了“变化中地球系统的极地和海洋带生态”（PACES）项目。

## 早年生平及学历
多丽丝·阿贝勒，1984毕业于杜塞尔多夫大学生物学专业，于1988年获得海洋生物学及生物化学博士学位，随后于1989年在不来梅大学开展对氧自由基的博士后研究工作。

## 学术成就及影响
多丽丝·阿贝勒的研究领域包括外温动物的生理性衰老、基因和基因组的进化、气候变化对沿海底栖生物的影响，以及海洋有机体的HIF-1同系物。除科研论文外她也发表了大学教学材料和书籍。
自2007至2009，她协调了IPY_ClicOPEN项目「气候变化对南极半岛海岸带生态系统的影响」（Climate Change Effects on Coastal Ecosystems at the Antarctic Peninsula）。自2011至2013年，她协调了IMCOAST项目“ 气候变化对南极海岸带生态系统的影响”。此外在2013-2016期间她担任了IMCONet跨学科西南极海岸带气候变化建模人员交流培训网络的协调员。
多丽丝·阿贝勒领导了9次在南极乔治国王岛Carlini科考站Dallmann实验室的科学考察， 以及国际ESF（欧洲社会基金）项目IMCOAST（气候变化对南极海岸带生态系统：2010-2016）。在AWI就职期间她与英国南极调查局开展了广泛的合作。此外她也在不来梅大学从事教学工作。

## 成果摘选
- Husmann, G.; Philipp, E. R.; Abele, D. . Marine Environmental research. 2016, 118: 57–68. doi:10.1016/j.marenvres.2016.05.003.
- Sahade, R.; Lagger, C.; Torre, L.; Momo, F.; Monien, P.; Schloss, I.; Barnes, D.K.B.; Servetto, N.; Tarantelli, S.; Tatián, M.; Zamboni, N.; Abele, D. . Science Advances. 2015, 1: e1500050. doi:10.1126/sciadv.1500050.
- Bers, A.V.; Momo, F.; Schloss, I; Abele, D. . Climatic Change. 2013, 116: 789–803. doi:10.1007/s10584-012-0523-4.
- Schloss, I.R.; Abele, D.; Moreau, S.; Demers, S.; Bers, A.V.; González, O.; Ferreyra, G. A. . Journal of Marine Systems. 2012, 92: 53–66. doi:10.1016/j.jmarsys.2011.10.006.

## 获奖及荣誉
Abele 于2013年获得不来梅州美丽诗（BIOMARIS）促进联邦不来梅州海洋科学研究奖。